# کارینتو
کارینتو (به ژاپنی: 花林糖 karintō) یک نوع اسنک در ژاپن است که توسط روغن‌پزی عمیق تهیه می‌شود. این اسنک از آرد و مخمر و شکر قهوه‌ای  تهیه می‌شود.